# Rabastens
Rabastens là một xã thuộc tỉnh Tarn trong vùng Occitanie ở phía nam nước Pháp. Xã này nằm ở khu vực có độ cao trung bình 117 mét trên mực nước biển.